# كاترينا سكارزينسكا
كاترينا سكارزينسكا (بالانجليزية: Kateryna Skarzhynska) (اسمها قبل الزواج: فون رايزر) (من مواليد 7 /19 فبراير عام 1852 – 1932)، من نبيلات أوكرانيا وفاعلة خير وجامعة للفولكلور الشعبي. أقامت أول متحف خاص في أوكرانيا لحفظ مجموعتها من القطع الأثرية التي اشتهر منها على وجه الخصوص البيسانكا، وهو بيض عيد الفصح المزين برسومات الفن الشعبي الأوكراني. ولدت سكارزينسكا في مدينة لوبني لعائلة فون رايزر التي لها تاريخ طويل من الخدمة العسكرية في فترة روسيا القيصرية، وتلقت تعليمها في المنزل حيث كانت تدرس في مكتبة والديها تحت إشراف معلمين اختصاصيين. بعد وفاة والدها في عام 1859، انتقلت مع والدتها وشقيقها وجدتها لأمها للعيش في إحدى عقارات عائلة لوديجين في مقاطعة تفير في الإمبراطورية الروسية بالقرب من موسكو. في سن 14، أنشأت فون رايزر مدرسة لأقنان المقاطعة السابقين ومستشفى عام.
في عام 1869، تعرفت فون رايزر على نيكولاي جورجيفيتش سكارزينسكي، وهو نبيل وجندي أوكراني. من خلال دائرة أصدقائه، قررت مواصلة تعليمها واجتازت دراستها في المدرسة الداخلية ثم تابعت تعليمها العالي في مؤسسة بيستوشيف. تزوج الاثنان في عام 1874 وأنجبا خمسة أطفال. بعد خمس سنوات، تم نقله من سان بطرسبرغ إلى أوكرانيا. على الرغم من أنها لم تنهي دراستها، إلا أنها قد طورت اهتمامًا خاصًا بالثقافة والعودة إلى منزل والدها، كروغليك، التي ألهمتها بالبدء بجمع الفن الشعبي والتحف الأخرى. بعد نقاش مع علماء الإثنوغرافيا وعلماء الآثار والمؤرخين، مولت سكارزينسكا الحفريات الأثرية وجمعت مجموعة كبيرة من القطع الفنية. فشلت بجذب اهتمام السلطات المحلية في إنشاء متحف لحفظ هذه المجموعة، لذا أنشأت أول متحف خاص لها في أوكرانيا في عام 1880. استعانت سكارزينسكا بحراس محترفين وساعدت في تطوير المجموعة حتى عام 1905. ارتبطت بأحد الحراس المقيمين، سيرجي كولزينسكي، وأنجبت منه طفلها الأصغر، واستمرت علاقتهما الطيبة حتى الشيخوخة. في عام 1906، نقلت مجموعتها الأثرية إلى متحف التاريخ الطبيعي في مقاطعة زيمستوف في بولتافا.
بالإضافة إلى عملها مع المتحف، شاركت سكارزينسكا في إنشاء مدارس في مقاطعة بولتافا. أنشأت مدرسة زراعية في قرية تيرني في عام 1891؛ وأيضًا مدرسة للسجناء في سجن مدينة لوبني؛ ومدرسة عامة في منزلها في كروغليك في أثناء تنظيم دورات لتعليم الكبار. تم تكريم أعمالها من قِبَل الحكومة الروسية بالميدالية الذهبية وشريط وسام القديسة حنة. في عام 1905، انفصلت سكارزينسكا عن زوجها وانتقلت مع أطفالها الصغار بدايةً إلى إيطاليا ثم إلى سويسرا. واصلت مساعيها الخيرية لإنشاء مأوى للروس النازحين الذين يعيشون في الخارج وأقامت مدارسًا للأطفال الروس وأسست منظمة للمهاجرين للتواصل وأنشأت مستشفى للسل إلى جانب دور الطباعة الروسية لمساعدة مواطنيها ممن يعيشون خارج روسيا. عند اندلاع الحرب العالمية الأولى، عادت إلى أوكرانيا، لكن بصفتها نبيلة سابقة تعرضت للسرقة على يد القوات الثورية، ما أدى إلى إفلاسها. على الرغم من منحها معاشًا صغيرًا من قِبَل فلاديمير لينين، إلا أنه قد ألغي في وقت لاحق وتوفيت في عام 1932 خلال الهولودومور.
تعرضت سكارزينسكا للنسيان في الحقبة السوفيتية، لكنها معروفة الآن بتأثيرها على التنمية الثقافية والعلمية لأوكرانيا. في عام 1989، سُمي شارع في لوبني باسمها. تم الحقاظ على أوراقها وأبحاثها في متحف بولتافا للدراسات الإقليمية. تابعت المدرسة الابتدائية التي أسستها في ملكية كروغليك عملها كمدرسة عامة حتى عام 1943. تُعرف المدرسة الزراعية التي أقامتها الآن باسم كلية لوبني للحراج.